# Culeca
La culeca es una torta, o bollo grande de pan, que se consume en diversas partes de España, en diferentes fechas señaladas y con diferentes rellenos.

## Castilla y León
Se consume durante la romería de San Marcos en la localidad de Ólvega, provincia de Soria, comunidad autónoma de Castilla y León, que contiene chorizo y huevo cocido entre otras cosas. En la cercana localidad de Borobia de la misma provincia, igualmente se utiliza el término para un producto que también se consume ese día, aunque dicho bollo o empanada es distinto y no lleva chorizo.

## Aragón
En algunas localidades de la provincia de Zaragoza, como La Almunia de Doña Godina o Calatayud, se llama culeca a una torta ovalada con uno o dos huevos duros en el centro, como asemejando un nido de pájaro, que a veces se acompaña con la popular longaniza de Aragón, y que se consume tradicionalmente durante la Semana Santa. Así como en la localidad de Almonacid de la Sierra, se elaboran durante las fiestas de Semana Santa, y es tradicional comerla el domingo de resurrección, lunes y martes de Pascua, en la zona conocida como el Prau, donde los jóvenes la acompañan con chocolate y vino dulce. Es un producto muy típico con una gran tradición y arraigo en esta zona.
Seguramente por extensión, en la localidad de Inogés se conoce también por este nombre a un bollo redondo y dulce que contiene un huevo cocido en el centro y que solía ser regalado por los padrinos a sus ahijados el Domingo de Resurrección.
También es consumida en la localidad zaragozana de Ateca, el día de Jueves Lardero.
Culeca también es el nombre que recibe un bollo dulce con dos huevos cocidos y que tiene forma de mujer, que se consume en la localidad zaragozana de Borja el día de San Jorge, patrón de Aragón.
Aunque ahora se está extendiendo por algunas pastelerías de Cataluña como una nueva modalidad de coca de Semana Santa, su origen es de las citadas zonas de las provincias de Zaragoza y Soria.

## La Rioja
En Igea (La Rioja), situado a unos 40 km de Ólvega, también se hace este tipo de pan. Es un pan macerado al que se le añade manteca a la masa para que quede más jugoso y en su interior se meten huevos, chorizos y costillas de cerdo o lomo de cerdo. Antiguamente, los chorizos y el lomo estaban guardados en manteca de cerdo, ahora como no es así se le añade la manteca a la masa. Tradicionalmente, se hacía el día de San Pedro Mártir de Verona (29 de abril) y era costumbre ir a comerlo al campo. Actualmente, ya no se va al campo, se suele comer en las casas o en las peñas en las fiestas de la juventud que se celebran el primer fin de semana de mayo.
En Alfaro,  los habitantes celebran una antigua tradición en la que suben a La Plana a comer las culecas. Esta celebración se realiza el jueves de Lardero, por lo que este año tocó el 4 de febrero. El jueves de Lardero es el nombre con el que en muchas partes de España se conoce como el jueves en el que empieza el carnaval, aunque también existen otros nombres. Y consiste en una jornada al aire libre donde la gastronomía tiene un papel muy importante. La gastronomía en Alfaro ese día está en torno a las culecas, un típico bollo de pan relleno de chorizo cocido  huevo duro a partes iguales.